# Штрассер, Линус
Ли́нус Штра́ссер (нем. Linus Straßer; род. 6 ноября 1992, Мюнхен) — немецкий горнолыжник, призёр Олимпийских игр в командных соревнованиях, призёр чемпионатов мира, победитель этапов Кубка мира. Специализируется в слаломных дисциплинах.

## Карьера

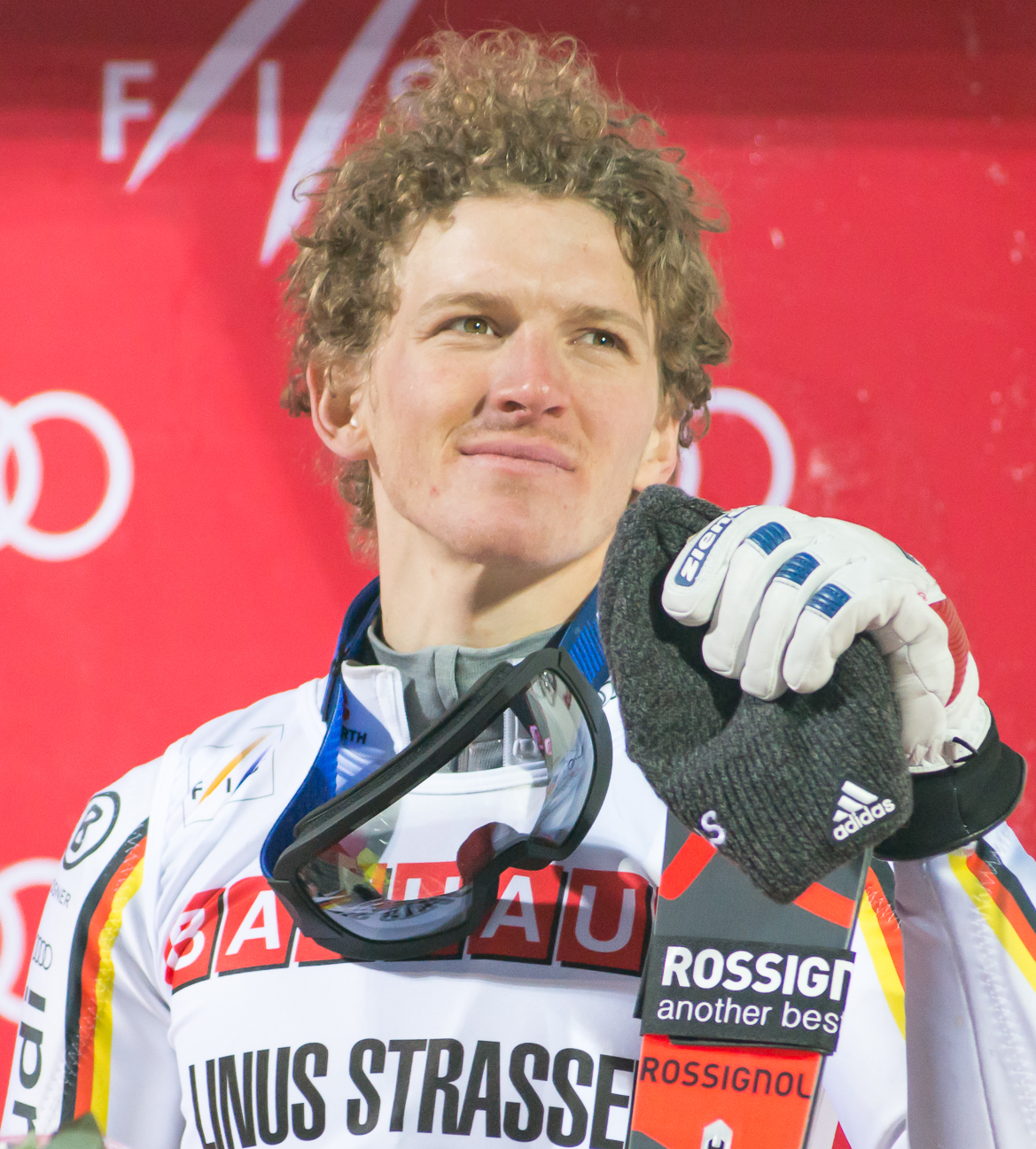
2018 год

Линус уже в возрасте шести лет принял участие в первых соревнованиях по спуску на горных лыжах. В 2007 году в пятнадцатилетнем возрасте стартовал на международных соревнованиях FIS. 14 декабря 2013 года Штрассер впервые выиграл гонку Кубка Европы - параллельный слалом. Он дебютировал на этапе Кубка мира 27 октября 2013 года в гигантском слаломе в австрийском Зёльдене, где занял 52-е место. В конце марта 2014 года он завоевал титул чемпиона Германии в гигантском слаломе и бронзовую медаль в слаломе.
Дебют на чемпионатах мира пришёлся на 2015 год, когда Линус в американском Вейле в слаломном спуске занял итоговое 10-е место.
На чемпионате мира в Санкт-Морице 2017 он был 12-м в гигантском слаломе и 20-м в слаломе.
На XXIII зимних Олимпийских играх в Пхенчхане в 2018 году он занял 22-е в гигантском слаломе и в составе сборной команды Германии в командных соревнованиях занял итоговое пятое место.
В 2019 году в шведском местечке Оре, на чемпионате мира, Штрассер в трёх личных дисциплинах был квалифицирован. В слаломе он занял 28-е место, в скоростном спуске — 37-е место и в комбинации стал 5-м.
В сезоне Кубка мира 2016/2017 годов Штрассер ворвался на вершину горнолыжной славы в дисциплине параллельный слалом, став победителем на этапе в Стокгольме. 6 января 2021 года в Загребе он одержал первую победу в слаломе на этапах Кубка мира по горнолыжному спорту.
В сезоне 2023/24 одержал 2 победы в слаломе в Кицбюэле и Шладминге и занял второе место в зачёте слалома в Кубке мира. Также занял высшее в карьере 9-е место в общем зачёте Кубка мира.
На чемпионате мира 2025 года в австрийском Зальбахе в слаломе завоевал бронзовую медаль. 

## Результаты на крупнейших соревнованиях

### Олимпийские игры
| Олимпийские игры | Скоростной спуск | Супергигант | Гигантский слалом | Слалом | Комбинация | Команды |
| ---------------- | ---------------- | ----------- | ----------------- | ------ | ---------- | ------- |
| 2018 Пхёнчхан    | —                | —           | 22                | DNF1   | DNF2       | 5       |
| 2022 Пекин       | —                | —           | DNF1              | 7      | —          | 2       |

### Чемпионаты мира
| Чемпионат мира          | Скоростной спуск | Супергигант | Гигантский слалом | Слалом | Комбинация | Команды | Паралл. гигантский слалом |
| ----------------------- | ---------------- | ----------- | ----------------- | ------ | ---------- | ------- | ------------------------- |
| 2015 Вейл/Бивер-Крик    | —                | —           | 10                | DNS2   | —          | —       | н/д                       |
| 2017 Санкт-Мориц        | —                | —           | 12                | 20     | —          | —       | н/д                       |
| 2019 Оре                | 37               | —           | —                 | 28     | 5          | 4       | н/д                       |
| 2021 Кортина-д’Ампеццо  | —                | —           | —                 | 15     | —          | 3       | 7                         |
| 2023 Куршевель/Мерибель | —                | —           | —                 | 9      | —          | 6       | 14                        |
| 2025 Зальбах            | —                | —           | —                 | 3      | 8          | 5       | н/д                       |

### Кубок мира

#### Победы на этапах Кубка мира (5)
| № | Сезон   | Дата        | Место     | Дисциплина          |
| - | ------- | ----------- | --------- | ------------------- |
| 1 | 2016/17 | 31 янв 2017 | Стокгольм | Параллельный слалом |
| 2 | 2020/21 | 6 янв 2021  | Загреб    | Слалом              |
| 3 | 2021/22 | 25 янв 2022 | Шладминг  | Слалом (2)          |
| 4 | 2023/24 | 21 янв 2024 | Кицбюэль  | Слалом (3)          |
| 5 | 2023/24 | 24 янв 2024 | Шладминг  | Слалом (4)          |